# Winfried Baßmann

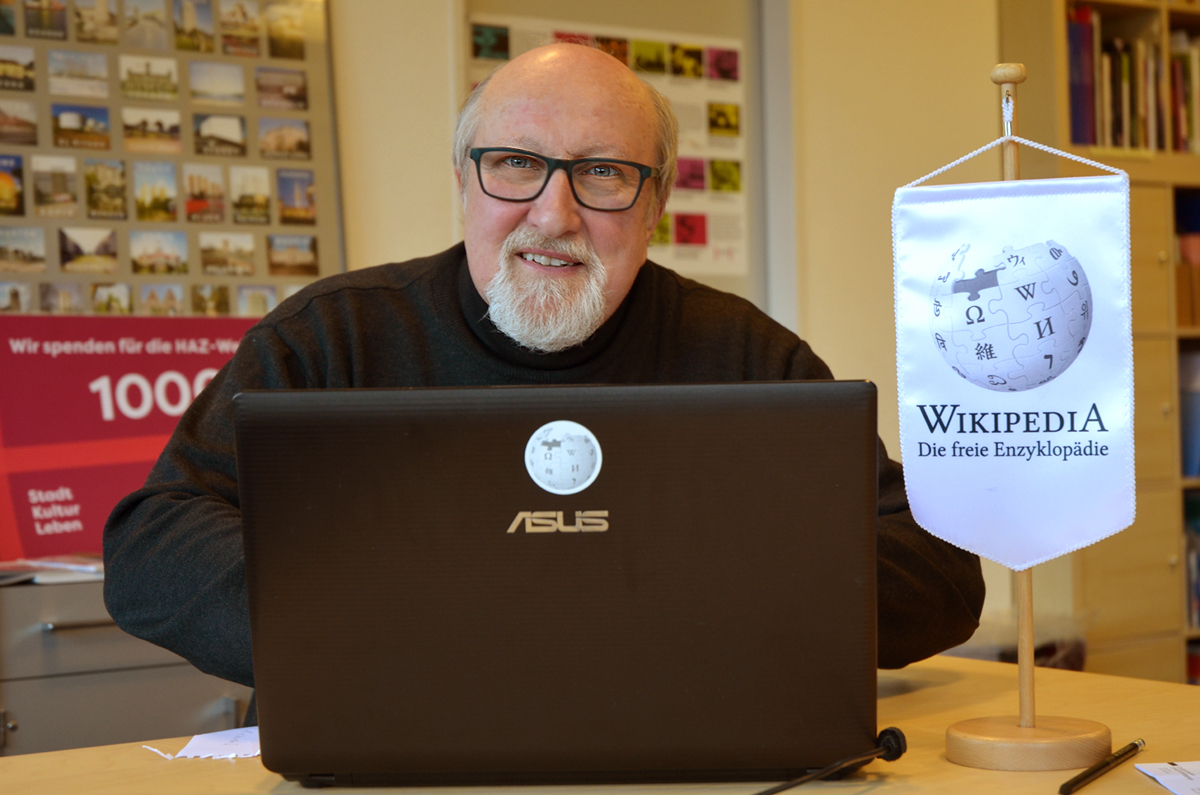
Winfried Baßmann (2018)

Winfried Baßmann (* 12. Februar 1950 in Offenbach am Main) ist ein deutscher Pädagoge, Germanist, Politologe, Amnesty-International-Koordinator und Sachbuchautor sowie langjähriger Schulleiter in der niedersächsischen Landeshauptstadt Hannover.

## Leben

### Werdegang
Winfried Baßmann wuchs in Offenbach am Main auf, wo er im Jahr 1968 sein Abitur an der dortigen Leibnizschule ablegte. Er studierte in Frankfurt am Main an der Goethe-Universität die Fächer Germanistik, Geschichtswissenschaft, Politik und Philosophie bei den Professoren Siegfried Sudhof, Iring Fetscher, Jürgen Habermas, Theodor W. Adorno, Dieter Senghaas und Helga Gesche. Im Jahr 1976 wurde er mit einer Studie über das Werk von Siegfried Lenz promoviert.
Ab 1977 war Baßmann in Hannover als Pädagoge tätig; zwei Jahre später wurde er ab 1979 Mitglied der Kollegialen Schulleitung der IGS Hannover-Linden. Von 1983 bis 2009 arbeitete er nebenberuflich als Dozent am Pädagogischen Institut der Leibniz Universität Hannover.
In den Jahren 1994 bis 1998 arbeitete Winfried Baßmann als Sprecher der Rahmenrichtlinienkommission Werte und Normen beim Niedersächsischen Kultusminister. Parallel dazu wirkte er von 1994 bis 2004 als Didaktischer Leiter der KGS Ronnenberg.
Am 1. August 2004 wurde Baßmann in das Amt des Schulleiters mit dem Titel eines Oberstudiendirektors in das Kurt-Schwitters-Gymnasium im hannoverschen Stadtteil Misburg eingeführt, das er bis 2015 leitete. In den Jahren 2006 bis 2012 war er zudem als Sprecher der Gymnasialleiter in Hannover tätig, von 2010 bis 2015 als Sprecher des Arbeitskreises Gymnasien im SPD-Landesverband Niedersachsen.

### Ehrenamtliche Tätigkeiten
Seit 1971 wirkte Winfried Baßmann in der deutschen Sektion von amnesty international, unter anderem in den Jahren 1975 bis 1978 als Sprecher der Südafrika-Koordination, von 1978 bis 1981 als Sprecher der Nicaragua-Koordination und von 1982 bis 1990 als Sprecher der Mexiko-Koordination.
In den Jahren 1986 bis 1994 war Baßmann Vorsitzender des Sportvereins TuS Wettbergen und 1989 Mitbegründer der Kulturkatakombe Wettbergen.

## Werke (Auswahl)

### Schriften
- Siegfried Lenz: sein Werk als Beispiel für Weg und Standort der Literatur in der Bundesrepublik Deutschland. Diss. Frankfurt am Main, Bouvier, Bonn 1976, ISBN 3-416-01271-2
- Rassismus hier und anderswo: Arbeitsmappe für Veranstalter mit mehreren Planungsvorschlägen und 2 Dia-Reihen zum Entleihen. Arbeitsstelle für Erwachsenenbildung der Evangelischen Kirche in Hessen und Nassau, Darmstadt 1979
- Südafrika in der Schule; Materialien zum System der Apartheid. Informationsstelle Südl. Afrika e. V., Bonn 1984, ISBN 3-921614-03-1
- Mit dreissig nochmals auf die Schulbank? Kollegiaten in Niedersachsen. In: Beispiele. In Niedersachsen Schule machen, Jg. 4 (1986) Heft 4, S. 56–57
- Schwerpunkt: Sucht- und Drogenprävention. Supplement Volle Halbtagsschule, Beispiele – in Niedersachsen Schule machen Jg. 12, H. 4, Friedrich, Seelze 1994
- Weisse Herren – Schwarze Knechte. In: Beispiele. In Niedersachsen Schule machen, Jg. 13 (1995) Heft 1, S. 18–20
- Namibia – Staat mit deutschen Spuren, in Heiner Beddies, Thomas Berger von der Heide: Menschen, Zeiten, Räume. Arbeitsbuch für Gesellschaftslehre, Schülerband für das 9. Schuljahr, Berlin; 1996, ISBN 3-464-64038-8, S. 6–27
- „Wir sind die Menschenrechtspartei“. In: Beispiele. In Niedersachsen Schule machen, Jg. 15 (1997) Heft 4, S. 54–56
- Eine Schule wird inspiziert – und dann? Welche Unterstützung kommt nach der Inspektion? In: Pädagogische Führung, Jg. 17 (2006) Heft 3, S. 173–174
- Mit Patrick Behrendt, Gerhard Evertz, Corinna Nipp, Juliane Seeringer: Hannover – All that Jazz, Hannover: Kurt-Schwitters-Gymnasium Misburg, [2007][5]
- Menschenrechte – eine Aufgabe für Bildung und Erziehung. Bewusstsein früh entwickeln. In: Schulverwaltung. Niedersachsen, Jg. 19 (2008) Heft 11, S. 307–309
- Ellen Rudyk (Hrsg.): Politik und Wirtschaft, Schülerband für die Jahrgänge 9/10, mit Beitr. von Winfried Baßmann, Berlin: Cornelsen, 2009, ISBN 978-3-06-064396-7, passim
- Gisela Deutsch, Gisela Staade, Werner Schulz (Red.), Gabriele Sand (Bearb.): Schüler an die Kunst. Kooperation Kurt-Schwitters-Gymnasium, Sprengel-Museum Hannover 2009/2010, Hannover: Sprengel-Museum – Hannover: Kurt-Schwitters-Gymnasium, 2010, ISBN 978-3-89169-219-6
- Mit Werner Flamme, Rainer Fasold: Gymnasium Misburg, in Wolfgang Illmer (Hrsg.) et al.: Chronik Misburg. Ursprung bis Gegenwart, W. Illmer, Hannover-Misburg 2012, ISBN 978-3-00-038582-7, S. 264–270
- Inter Nationes – als Schlüssel zur Welt. Schulpartnerschaften und interkulturelles Lernen. In: Schulverwaltung. Niedersachsen, Jg. 22 (2011) Heft 6, S. 171–172
- Mit Kathrin Becker, Sarah Schulz: Das Seminarfach: Potenzial für mehr. Konzeptionelle Elemente und Perspektiven am Beispiel einer Schule. In: Schulverwaltung. Niedersachsen, Jg. 23 (2012) Heft 11, S. 300–302
- Mit Anne Laukamp-Grimsel: Inklusion erfolgreich gestalten. Was Schulleitungen zum Gelingen beitragen können. In: Schulverwaltung. Niedersachsen, Jg. 24 (2013), H. 3, S. 68–72
- Geistig Behinderte am Gymnasium? Was Schulleiter/-innen zum Gelingen beitragen können. In: Schulverwaltung. Niedersachsen, Jg. 26 (2015) Heft 3, S. 68–72
- Zur Erinnerung verurteilt. Winfried Baßmann im Gespräch mit Siegfried Lenz. In: Rudolf Wolff_ Siegfried Lenz – Werk und Wirkung, Bonn (Bouvier Verlag) 1985, S. 78–95.
- Politik und Wirtschaft 11/12, Schülerband für die Oberstufe, erarbeitet von Peter Jöckel unter beratender Mitarbeit von Winfried Baßmann, 238 Seiten, Berlin: Cornelsen Verlag 2009
- Eine Schule, die zur Schülerin und zum Schüler kommt. In: Schulverwaltung Niedersachsen, Jg. 29 (2018) Heft 4, S. 111–114.
- Gemeinsam im Gymnasium. In: Neue Caritas, Jg. 121 (2020), Heft 1, S. 24–26.
- mit Daniela Baßmann-Podworny: Grundschulfach Werte und Normen – Zwischenbilanz und Perspektiven. In: Schulverwaltung Niedersachsen , Jg. 33 (2022), H. 6, S. 174–177.

Herausgeber
- Mit Anna-Halja Horbatsch (Hrsg.): Politische Gefangene in der Sowjetunion: Dokumente. Mit einem Vorwort von Jean Améry; aus dem Russ. u. Ukrain. von Anna-Halja und Katerina Horbatsch. Serie Piper 151, München 1976, ISBN 978-3-492-00451-0
- Menschenrechte in Südafrika: Perspektiven von Widerstand und Unterdrückung. Serie Piper 179, München 1978, ISBN 3-492-00479-2
- Gesamtschule, Lernen ohne Angst. Informationen zur Zeit. Mit einer Einleitung von Oskar Negt. Fischer-TB 4221, Frankfurt am Main 1980, ISBN 978-3-596-24221-4

Mitarbeit
- Niedersächsisches Kultusministerium (Hrsg.): Werte und Normen – Rahmenrichtlinien für das Gymnasium und die Integrierte Gesamtschule / Gymnasiale Oberstufe, Hannover 2004, online
- Harenberg-Lexikon der Weltliteratur. Autoren – Werke – Begriffe, 5 Bände, vollständig überarbeitete und aktualisierte Studienausgabe, hrsg. von François Bondy et al., Dortmund: Harenberg-Lexikon-Verlag, 1994, ISBN 978-3-611-00338-7
- in Johannes Beck, Heiner Boehncke (Hrsg.): Jahrbuch für Lehrer. Hilfen für die Unterrichtsarbeit, Rowohlt Verlag, Reinbek bei Hamburg, ISSN 0720-0935;
  - Schüler in südafrikanischen Gefängnissen, in Bd. 4, 1979, S. 391–397
  - Mensch sein heißt auch: Lesen und Schreiben können, in Bd. 5, S. 513–518
  - Schulboykott in Südafrika, in Bd. 5, S. 519–525
  - Rassistische Unterrichtsmaterialien für deutsche Schüler? Diaserien und Filme zu Südafrika, in Bd. 6, S. 243–252
  - „Der Weiße braucht so gut Befreiung wie wir selbst“ – Gedanken über unser Verhältnis zur Dritten Welt, in Bd. 7, S. 204–207

### Rundfunkbeiträge
- „Wir sind die Menschenrechtspartei“. Menschenrechte in der politischen Auseinandersetzung. Eine Sendung zum 40. Jahrestag der UN-Menschenrechtserklärung, Hein Bruehl (Regie, Produktion), Ansgar Skriver (Red)., Hörfunksendung im Radioprogramm von WDR 3 (105 Minuten), Sendung am 10. Dezember 1988
- Am Abend vorgestellt: Anja Lundholm, Hörfunksendung auf WDR 3 (30 Minuten), Sendung am 15. August 1988
- Forum 3: Verletzt und geschunden – zum 40. Jahrestag der UNO-Menschenrechtserklärung, Hörfunksendung auf NDR 3 (55 Minuten), Sendung am 11. Dezember 1988
- Im Blickpunkt: 30 Jahre amnesty international, Hörfunksendung auf Radio Bremen 1 (30 Minuten), Sendung am 26. Mai 1991